# Stíčany
Stíčany jsou vesnice a část města Hrochův Týnec v okrese Chrudim. Nachází se osm kilometrů od Chrudimi a deset kilometrů jihovýchodně od Pardubice.

## Historie
První písemná zmínka o vesnici pochází z roku 1545.
Roku 1660 i ves Stíčany byla na čas spojena s Přestavlckým panstvím. Po válce třicetileté v roce 1654 byli ve Stíčanech, mimo dvůr, 4 chalupníci. V 18. století byl oddělen dvůr od vesnice. Ves byla připojena k statku Vejvanovickému, dvůr zůstal u Přestavlk. Majitelé Přestavlk a tím i Stíčan byli: 1644 Hynek Talacko, 1664 Adam Jindřich Talacko, 1668 Leopold Talacko, 1699 Barbora Ludmila Zárubová z Hustiřan, 1704 Norbert Leopold Liebstein z Kolovrat, 1747 Kateřina Auspergová ze Šenfeldu, 1829 František Ausperg, 1860 Josef Keller, 1904 Anna a Karolina Kellerovy, 1915 Karel Regensdorfer.
Od Stíčan ke Hrochovu Týnci po levé straně (dnes před železničním přejezdem) byla samota Zásadí čp. 1 a čp. 2. První zpráva existuje z roku 1542. Známá jména držitelů Zásadí: Michal Mladata ze Solopisk, Viktor Puchard z Voděrad, Adam a Ján Vorelští ze Sám, Petr Hroch z Mezilesic, Václav Berka z Dubé, Markéta Talamberková Trčková, Františka Rosálie Beatrice Kinská, Václav Albrecht, 1718 Václav Norbert Oktavián hrabě Kinský. Tím se Zásadí dostalo pod správu Rosic u Chrasti. Roku 1864 dům čp. 2 vyhořel a opět byl vystavěn. Roku 1869 dům čp. 1 vyhořel a byl srovnán se zemí. Roku 1871 bylo Zásadí připojeno ke Stíčanům.
Ve 20. století Stíčany tvořily spolu s Dvakačovicemi jednu politickou obec, veškeré obecní úřadování se dělo ve Dvakačovicích. Ovšem už roku 1909 se obce rozdělily a obec Stíčany tak získala vlastní obecní úřad. Starostové: 1910–1918 Antonín Velínský, 1919–1920 Josef Hájek, 1921–1930 Josef Dvořák, 1931–1948 František Mejtský, Adolf Voříšek, p. Třisko. Stíčany jako obec náležely k vejvanovické farnosti, do Vejvanovic se také do roku 1951 chodilo do obecné (1.–5. ročník) školy. Místodržitelským výnosem ze 17. dubna 1866 byla ve Dvakačovicích zřízena Evangelická refermovaná škola pro děti helvetského vyznání. Do měšťanské školy (6.–9. ročník) se chodilo do Hrochova Týnce.
Po vzniku samostatné obce se rozběhlo společenské dění v obci. Vznikla Hospodářská beseda (1909), zřízení obecní knihovny (1910), postavena obecní váha (1910), založen hasičský sbor (1922), postupně zakoupeny hospodářské stroje.
V letech 1869–1900 byla vesnice součástí obce Dvakačovice, v letech 1910–1950 samostatnou obcí a od roku 1961 se vesnice stala součástí města Hrochův Týnec.

## Další fotografie

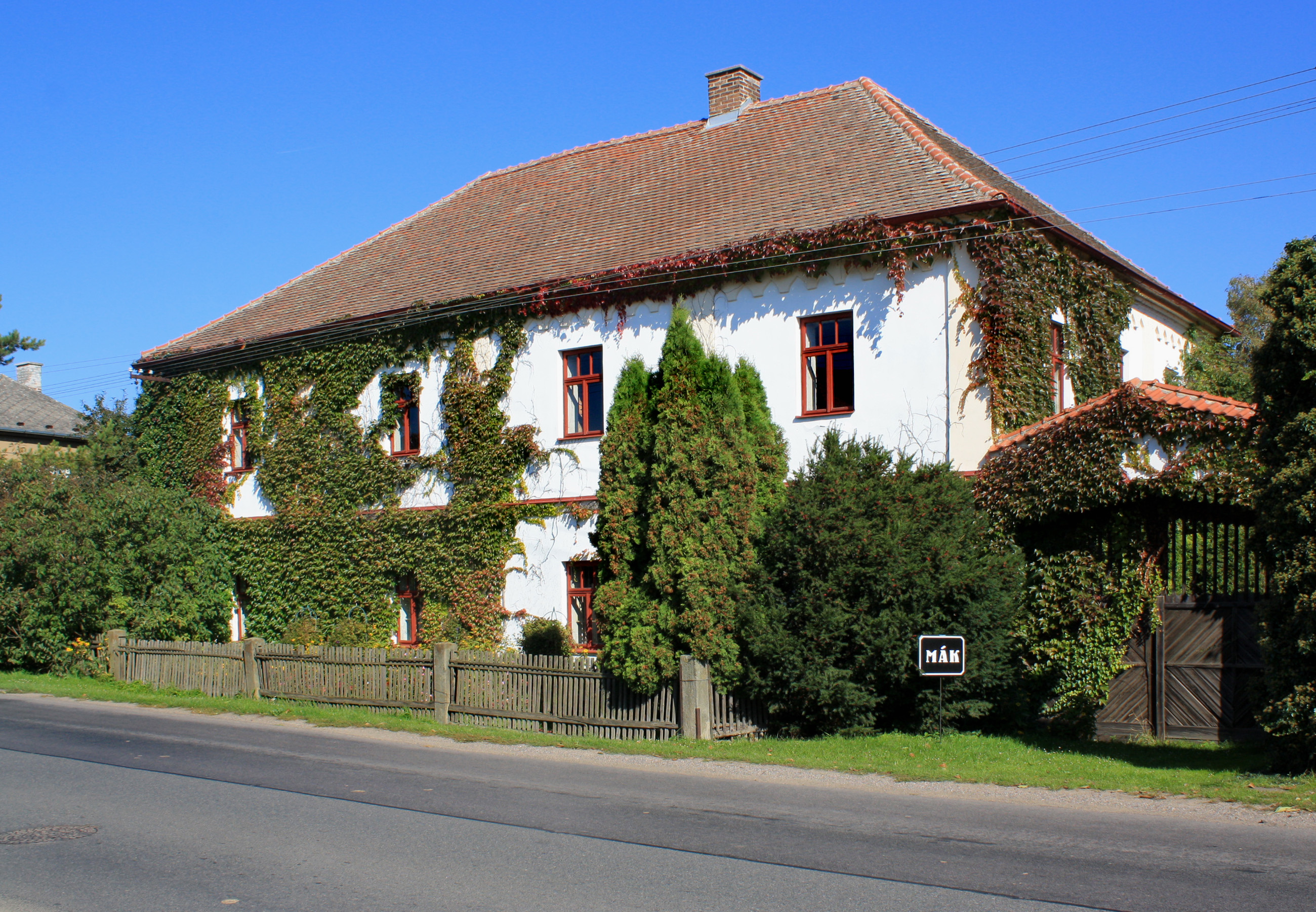
Historický dům č. 2
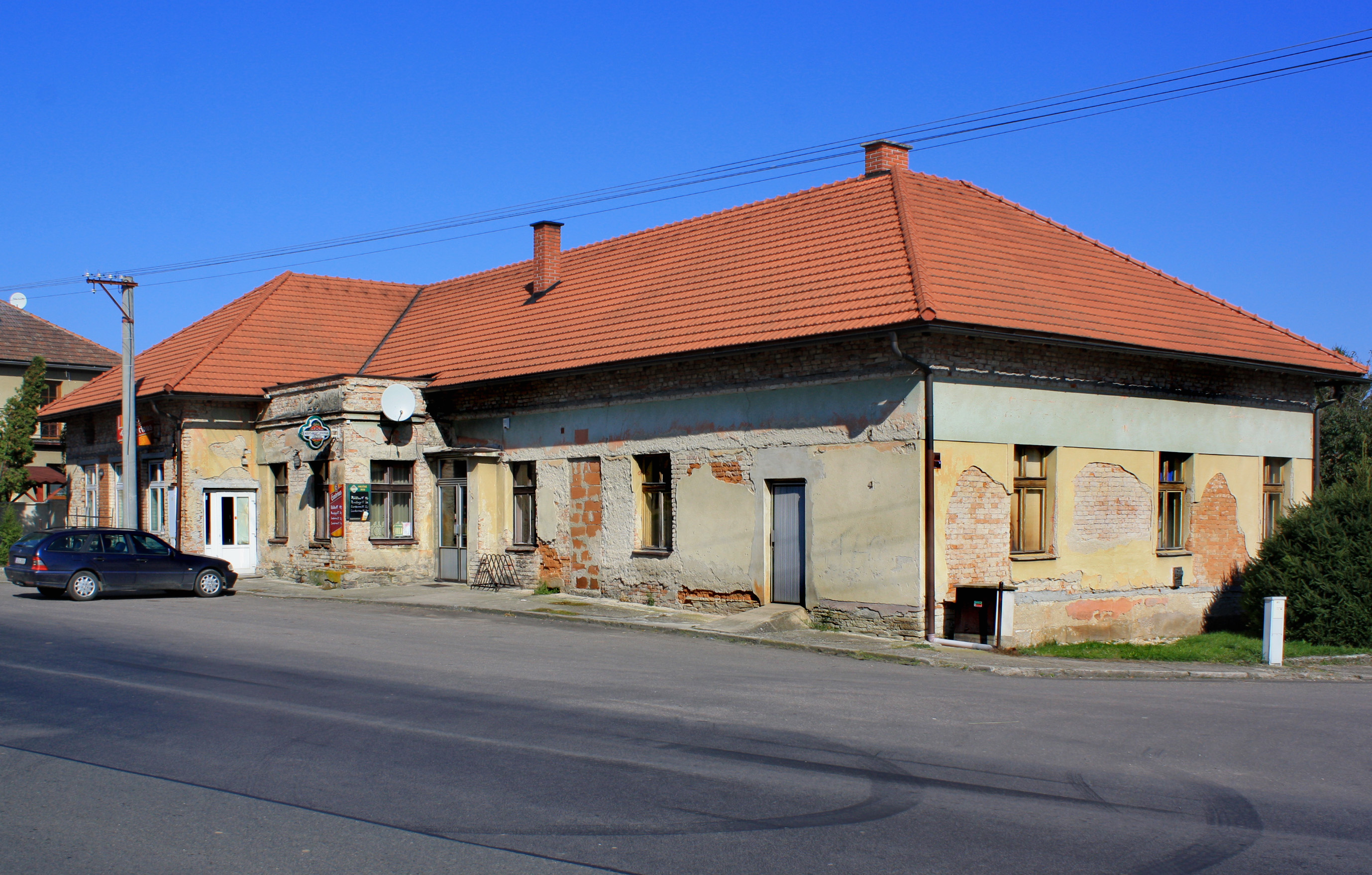
Hospoda
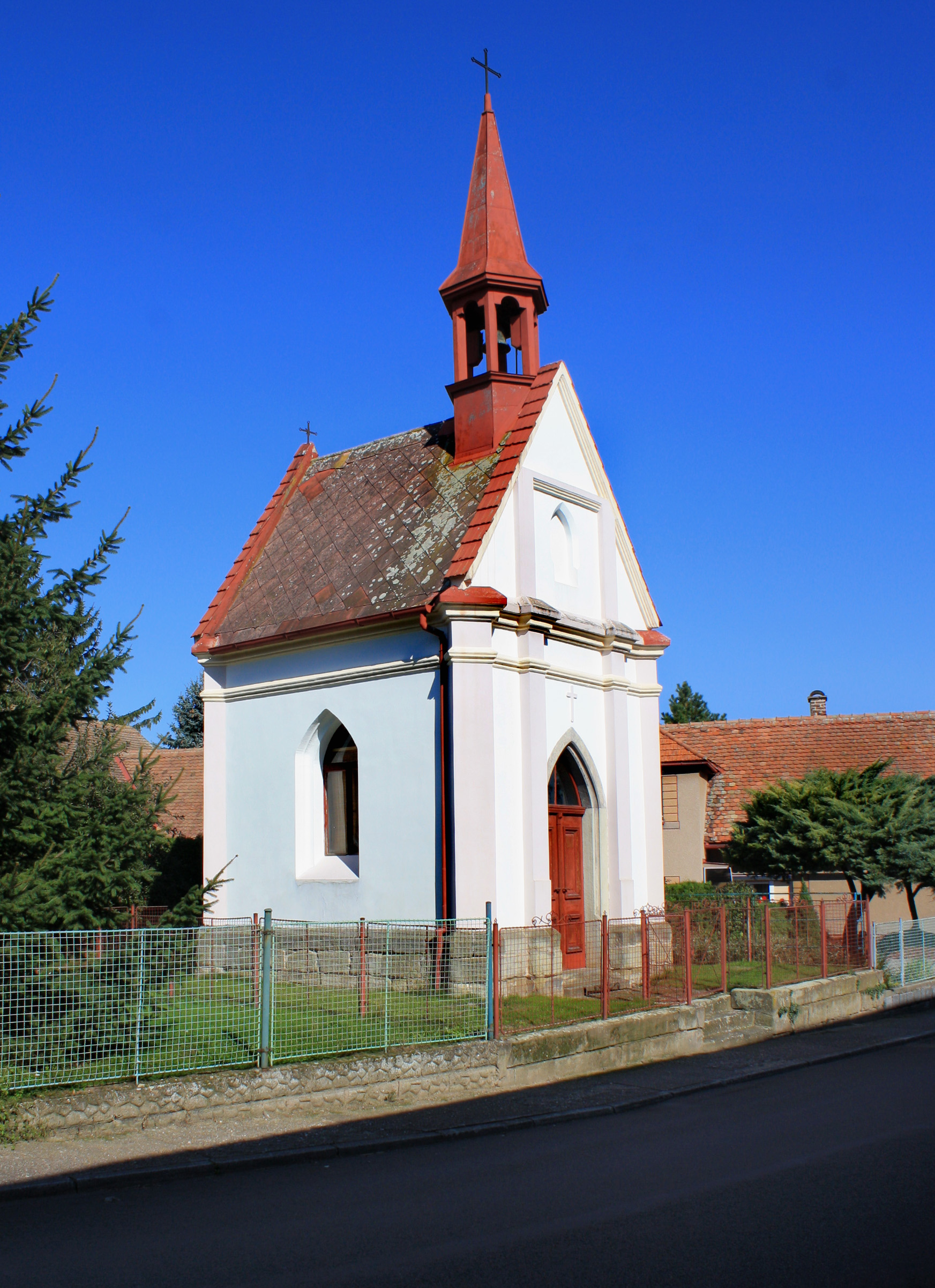
Kaplička